# Andy Murray
Sir Andrew Barron Murray OBE, född 15 maj 1987 i Glasgow, Skottland, är en skotsk före detta tennisspelare som år 2013 blev den förste britt på 77 år att vinna singeltiteln för herrar i Wimbledon. Ett år tidigare, i augusti 2012, blev han under OS i London guldmedaljör i singel efter att ha besegrat världsettan Roger Federer med 3–0 i set i finalen. År 2016 upprepade Murray triumferna från 2012 och 2013 när han på nytt vann Wimbledonmästerskapen och försvarade sitt OS-guld genom seger i singelturneringen i OS i Rio.
I december 2016 adlades han till Sir Andy Murray. Han är den ende aktive tennisspelare som adlats.

## Tenniskarriären
Andrew Murray debuterade som 18-åring på ATP-touren 2005, och lämnade juniortouren, där han hade haft stora framgångar. Höjdpunkten var vinsten i junior-US Open 2004.

### 2005-2006
Efter en succéartad debutsäsong slutade han rankad på 64:e plats, en förbättring med drygt 300 placeringar. Säsongens höjdpunkter var finalplatsen i Bangkok, där det blev förlust mot Roger Federer, samt vinsten över Storbritanniens dåvarande etta Tim Henman en månad senare. Samma år, 2005, blev han den yngste brittiske Davis Cup-spelaren (17 år, 293 dagar) då han deltog i matchen mot Israel. I turneringen i San José 2006 tog skotten sin första ATP-titel. I finalen besegrade han Lleyton Hewitt efter att ha räddat två matchbollar. I Cincinnatis Masters-tävling besegrade han mycket överraskande världsettan Roger Federer och blev den ena av de två spelare som gjorde detta under 2006. Han avancerade sedan till kvartsfinalen, men förlorade mot Andy Roddick. Framgångarna innebar att Murray vid årets slut rankades på 17:e plats. Under hösten inleddes samarbetet med Brad Gilbert.

### 2007
Murray inledde säsongen på ett övertygande sätt, årsdebuten i Doha resulterade i en finalplats. I Australiska öppna föll Murray i fjärde omgången mot Rafael Nadal med 3-2 i set. Efteråt sade Murray att det var hans bästa match i karriären. Nästa framträdande gjorde han i San José. I en tät final mot Ivo Karlovic stod skotten till slut som slutsegrare och försvarade sin titel. Framgångarna resulterade i en förbättrad ranking, och den 13 april rankades Andrew Murray på tionde plats i världen, hans dittills bästa placering. I Sankt Petersburg tog Murray karriärens tredje titel.

### 2008
Inför 2008 avslutades samarbete med Brad Gilbert, och Sir Andrew är numera tränarlös. Skotten inledde 2008 med att vinna tävlingen i Doha, och tog karriärens femte titel i Marseille en månad senare.
Skotten besegrade världsettan Roger Federer i första omgången ATP-turneringen i Dubai och har nu 2-1 i innebördes möten mot denne.
I augusti i Cincinnati vann Murray sin första Masters-titel någonsin genom att finalbesegra Novak Djokovic för andra gången i karriären. Segern gjorde att Murray avancerade till 6:e plats på rankingen. Det dittills bästa någonsin för hans del.
I US Open var Murray framme i final mot regerande mästaren Roger Federer. Det var hans första Grand Slam-final i karriären. I semifinalen besegrade han, något överraskande, världsettan Rafael Nadal efter fyra set. Han förlorade dock finalen i tre raka set och Federer tog därmed sin femte konsekutiva titel i turneringen. I och med finalplatsen ökade Murray i världsranking från plats sex till fjärde plats som är hans hittills bästa notering.

### 2009
Murray startade säsongen 2009 mycket bra genom att i den första ATP-turneringen för året, Qatar ExxonMobil Open i Doha, ta hem segern. Han finalbesegrade Andy Roddick med setsiffrorna 6–4, 6–2.
I Australiska öppna var Murray fjärdeseddad och vann i de tre inledande omgångarna enkelt mot mindre meriterat motstånd. Fast väl i fjärde omgången åkte den förhandstippade favoriten ut mot den blivande semifinalisten, spanjoren Fernando Verdasco. Han förlorade i en jämn match.
Murray tog sin andra titel för året i ABN Amro World Tennis Tournament i Rotterdam, Nederländerna. I 500 Series-turneringen vann Murray i en ytterst svängig final över världsettan Rafael Nadal. Matchen gick till tre set och slutade till slut 6–3, 4–6, 6–0.

### 2010
Murray nådde singelfinalen i Australiska öppna genom semifinalseger över Rafael Nadal. I finalen besegrades han av Roger Federer i tre set med siffrorna 3-6, 4-6, 6-7. Murray nådde fjärdeomgången i Franska öppna. Där förlorade han mot Tomáš Berdych. Murray nådde semifinal i Wimbledonmästerskapen. Där förlorade han mot Rafael Nadal. Murray nådde tredjeomgången i US Open. Där förlorade han mot Ivan Ljubičić.

### 2011
Murray nådde finalen i Australiska öppna; där förlorade han mot Novak Djokovic. I Franska öppna förlorade han semifinalen mot Rafael Nadal. Murray nådde semifinal i Wimbledonmästerskapen. Där förlorade han mot Rafael Nadal. Murray nådde semifinal i US Open. Där förlorade han mot Rafael Nadal.

### 2012
Murray nådde semifinal i Australiska öppna. Där förlorade han mot Novak Djokovic. Murray nådde kvartsfinal i Franska öppna. Där förlorade han mot David Ferrer. Murray nådde finalen i Wimbledonmästerskapen. Där förlorade han mot Roger Federer. Murray vann sin första Grand Slam när han vann US Open. Han vann en femsetare mot Novak Djokovic.

### 2013
Under 2013 års säsong vann Andy Murray fyra singeltitlar på ATP-touren – Brisbane i januari, Miami i mars, Queen's Club i juni och Wimbledon i juli.

### Murray som Davis Cup-spelare
Murray deltog i det brittiska Davis Cup-laget 2005-2009. Totalt har han spelat 17 matcher av vilka han vunnit 11, därav 10 i singel.

## Spelaren och personen
Murray började spela tennis vid tre års ålder, tillsammans med sin mor, som är tennistränare. Han växte upp utanför i staden Dunblane, mest känd för Dunblanemassakern 1996. En psykiskt sjuk man sköt ned 17 personer. Murray, som gick i den drabbade skolan, klarade sig dock oskadd. Hans föräldrar Judy och William separerade när han var 10 år. 
Som ung spelade han också mycket fotboll, och fick ett erbjudande att spela i Rangers. Han valde dock att satsa på tennisen och flyttade vid 14 års ålder till Spanien för att träna på Sanchez-Casal Akademin på grus i Barcelona. Han slutade skolan 2005.
Sir Andrew Murray hör till de mest populära brittiska idrottsmännen i dag. 2004 belönades han med BBC Young Sports Award.
Sir Andys bror, Jamie, är en framgångsrik dubbelspelare och rankas som Storbritanniens bästa. I San José 2006 vann Andy singeltitel och Jamie dubbeltiteln. De är de enda bröder som vunnit både singel- och dubbelklassen i en turneringen sedan 1989.
Murray har nått störst framgångar på hardcourt. Han är högerhänt och spelar med dubbelfattad backhand. US Open är hans favoritturnering. Han har sagt att hans favoritspelare är Fabrice Santoro. Head NV sponsrar honom med racketar, 
Fred Perry honom med kläder och Nike med skor.
I december 2016 adlades han av drottning Elizabeth till Sir Andy Murray för sina insatser som tennisspelare och inom välgörenhet. Murray är den ende aktive tennisspelare som adlats.

## Grand Slam-finaler, singel (11)
| Resultat | År   | Mästerskap                | Underlag | Finalmotståndare | Setsiffror                     |
| -------- | ---- | ------------------------- | -------- | ---------------- | ------------------------------ |
| Förlust  | 2008 | US Open                   | Hard     | Roger Federer    | 2–6, 5–7, 2–6                  |
| Förlust  | 2010 | Australiska öppna         | Hard     | Roger Federer    | 3–6, 4–6, 6–7(11–13)           |
| Förlust  | 2011 | Australiska öppna         | Hard     | Novak Đoković    | 4–6, 2–6, 3–6                  |
| Förlust  | 2012 | Wimbledonmästerskapen     | Gräs     | Roger Federer    | 6–4, 5–7, 3–6, 4–6             |
| Vinst    | 2012 | US Open                   | Hard     | Novak Đoković    | 7–6(12–10), 7–5, 2–6, 3–6, 6–2 |
| Förlust  | 2013 | Australiska öppna         | Hard     | Novak Đoković    | 7–6(7–2), 6–7(3–7), 3–6, 2–6   |
| Vinst    | 2013 | Wimbledon                 | Gräs     | Novak Đoković    | 6–4, 7–5, 6–4                  |
| Förlust  | 2015 | Australiska öppna         | Hard     | Novak Đoković    | 6–7(5–7), 7–6(7–4), 3–6, 0–6   |
| Förlust  | 2016 | Australiska öppna         | Hard     | Novak Đoković    | 1–6, 5–7, 6–7(3–7)             |
| Förlust  | 2016 | Franska öppna             | Grus     | Novak Đoković    | 6–3, 1–6, 2–6, 4–6             |
| Vinst    | 2016 | Wimbledonmästerskapen (2) | Gräs     | Milos Raonic     | 6–4, 7–6(7–3), 7–6(7–2)        |

## ATP-titlar

### Singel (45)
- 2006 – San José
- 2007 – San José, Sankt Petersburg
- 2008 – Doha, Marseille, Cincinnati, Madrid, Sankt Petersburg
- 2009 – Doha, Rotterdam, Miami, Queen's Club, Montréal, Valencia
- 2010 – Toronto, Shanghai
- 2011 – Queen's Club, Cincinnati, Bangkok, Tokyo, Shanghai
- 2012 – Brisbane, London (OS), US Open
- 2013 – Brisbane, Miami, Queen's Club, Wimbledon
- 2014 – Valencia, Wien, Shenzhen
- 2015 – Kanada (1000 Masters), Queen`s Club, Madrid, Munchen
- 2016 – Rom, Queen´s Club, Wimbledon, Rio de Janeiro (OS 2016), Peking, Shanghai, Wien, Paris, ATP World Tour finals
- 2017 – Dubai

### Dubbel (2)
- 2010 – Tokyo
- 2011 – Valencia

## Övrigt
Asteroiden 5441 Andymurray är uppkallad efter honom.